# 丹尼尔·切斯特·弗伦奇
丹尼尔·切斯特·弗伦奇（Daniel Chester French；1850年4月20日—1931年10月7日）是一名美国雕塑家，作品有“一分钟人”雕塑、亚伯拉罕·林肯纪念雕像等。

## 生平
他出生于新罕布什尔州埃克塞特，父亲亨利·弗拉格·弗伦奇（1813-1885年）是一名律师、法官，母亲名叫安妮（Anne Richardson）。1867年，一家人搬到了马萨诸塞州的康科德，拉尔夫·沃尔多·爱默生和阿莫士·奧爾柯特一家是他们的邻居、朋友。受露意莎·梅·奧爾柯特的影响，他决定学习雕塑。
他曾师从威廉·里默学习解剖学、师从威廉·莫里斯·亨特学习绘画、师从托马斯·鲍尔学习雕塑。弗伦奇因其“一分钟人”雕塑成名，之后很快建立了自己的工作室。奥黛丽·芒森是他的模特，伊迪丝·霍兰德是他的学生。

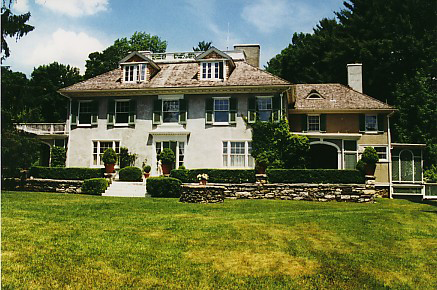
他在马萨诸塞州斯托克布里奇的避暑别墅

1893年，弗伦奇成为美国国家雕塑学会的创始成员，1913年成为美国文理科学院院士，此外他也是国家设计学院、美國美術委員會、美国艺术暨文学学会、纽约建筑联盟和罗马圣路加学院成员。他是纽约市大都會藝術博物館的受托人，也是罗马美国学院的联合创始人。他曾获得法國榮譽軍團勳章，还获得了达特茅斯大学、耶鲁大学、哈佛大学和哥伦比亚大学的荣誉学位。
弗伦奇于1931年在马萨诸塞州斯托克布里奇去世，享年81岁，葬于康科德的沉睡谷公墓。